# Dreizählige Pinellie
Die Dreizählige Pinellie (Pinellia ternata (Thunb.) Makino, Syn.: Arum ternatum Thunb., Pinellia tuberifera Ten.) ist eine Pflanzenart aus der Gattung der Pinellien (Pinellia) in der Familie der Aronstabgewächse (Araceae).

## Merkmale
Die Dreizählige Pinellie ist eine frühjahrsgrüne, ausdauernde krautige Pflanze, die Wuchshöhen von 20 bis 30 Zentimeter erreicht. Sie bildet kugelige Knollen als Überdauerungsorgane, die einen Durchmesser von etwa 12 mm aufweisen. In den Blattachseln werden Brutknöllchen gebildet. Die zwei bis fünf gestielten Laubblätter sind dreiteilig und 5 bis 6, selten bis 12 Zentimeter lang. Der Blattstiel ist 15 bis 20 cm lang. Das mittlere Blättchen ist länglich-lanzettlich. 
Sie ist einhäusig getrenntgeschlechtig (monözisch). Es werden die für die Familie der Araceae typischen Blütenstände gebildet. Der Blütenstandsschaft ist 25 bis 35 cm lang. Der Kolben gliedert sich in einen männlichen, sterilen und weiblichen Abschnitt. Die grüne bis weißlich-grüne und am Rand violette Spatha ist über den Rest des weiblichen, 2 cm langen Teils des Blütenstandes nach innen eingeschnürt, außen grün und innen dunkelpurpurn. Die Spatha ist 5 bis 7 Zentimeter lang, stumpf und ihr Kessel ist unten geschlossen. Der sterile Teil des Kolbens ist 3 mm lang. Der männliche Abschnitt ist 5 bis 7 mm lang. Der Kolbenfortsatz ist viel dicker als die Spatha und weist am Grund einen Durchmesser von 3 Millimeter auf.
Die Blütezeit reicht von Mai bis Juli. Die Bestäubung erfolgt durch Gnitzen.
Es werden einsamige, eiförmige, gelblich grüne Beeren gebildet.
Die Chromosomenzahl beträgt 2n = 42, 54, 72, 78, 90, 91, 99, 104, 108 oder 117.

## Vorkommen
Die Dreizählige Pinellie kommt ursprünglich im größten Teil von China, in Süd- und Mittel-Japan, auf den Nansei-Inseln, auf Taiwan und in Korea vor. Die Habitate sind hauptsächlich Brachflächen, Sekundärwälder, Äcker und in kräuterreiche Grashänge in Höhenlagen bis unter 2500 Meter. In Westdeutschland und weiteren Gebieten auf der Welt ist diese Art verwildert.

## Nutzung
Die Dreizählige Pinellie wird selten als Zierpflanze in Staudenbeeten an Wegen genutzt und gilt als Liebhaberpflanze.
Obwohl die rohe Knolle giftig ist, dient sie als Nahrungsmittel. Das Gift wird durch Trocknung und gründliches Garen zerstört. Zur Gewinnung der Knollen wird diese Art in ganz Japan angebaut.
Medizinische Wirkungen sind bekannt. Dafür wird diese Art in China angebaut. Der chinesische Name für die Droge ist Ban Xia (Rhizoma Pinelliae), chinesisch 半夏, Pinyin Bàn Xià.